# Astrid Uhrenholdt Jacobsen
Pour les articles homonymes, voir Jacobsen.
Astrid Uhrenholdt Jacobsen, née le 22 janvier 1987 à Trondheim, est une fondeuse norvégienne. Championne du monde lors de sa première participation à un mondial, lors des mondiaux de Sapporo en 2007, elle remporte deux autres titres mondiaux avec le relais norvégien, en 2015 et 2017. Elle remporte également six autres médailles mondiales : deux autres médailles de bronze en 2007 sur le sprint par équipes et le relais, le bronze du sprint par équipes en 2011, l'argent du skiathlon en 2015 et le bronze du dix kilomètres classique et du trente kilomètres de l'édition de 2017 et l'argent du relais en 2019. Elle compte cinq victoires individuelles en Coupe du monde, dont trois obtenues lors de la saison 2007-2008, où elle termine deuxième du classement général  derrière la Finlandaise Virpi Kuitunen. Elle compte également à son palmarès une deuxième place du Tour de ski 2013-2014.

## Carrière

### Les débuts
Licenciée au IL Heming, elle dispute sa première épreuve de Coupe du monde lors de la saison 2004-2005 lors du sprint de Drammen où elle se classe à la vingt-quatrième place. Elle dispute également les championnats du monde junior, disputés à Rovaniemi, remportant la médaille d'argent lors du sprint derrière une compatriote, Kari Vikhagen Gjeitnes et une médaille d'or au relais. 
Elle commence la saison suivante sur des épreuves FIS, remportant un cinq kilomètres classique à Stokke. Lors des championnats du monde junior de Kranj en Slovénie, elle remporte le sprint puis le cinq kilomètres classique, terminant également trente-cinquième de la poursuite disputée en deux fois deux kilomètres cinq cents. Peu après ces mondiaux, elle remporte une nouvelle course FIS, sur le cinq kilomètres libre de Røros. Elle termine la saison en disputant des épreuves de Coupe du monde, obtenant son premier top 10 lors du sprint libre de Changchun.

### Titre mondial et premiers succès
En 2007, lors de la saison 2006-2007, elle obtient son premier podium sur une épreuve de Coupe du monde lors du sprint classique d'Otepää, où elle est devancée par la Finlandaise Virpi Kuitunen. Elle dispute ses premiers mondiaux lors de l'édition de Sapporo. Lors de la première course féminine de ceux-ci, elle surprend les favorites pour s'imposer sur le sprint, devançant la Slovène Petra Majdič et Virpi Kuitunen. Le lendemain, associée à Marit Bjørgen, elle remporte la médaille de bronze du Team Sprint, course remportée par le duo finlandais composé de Kuitunen et Riitta-Liisa Roponen. Elle dispute également le relais, avec Vibeke Skofterud, Kristin Stormer Steira et Bjørgen, décrochant une nouvelle médaille de bronze d'une course remportée par l'équipe finlandaise.  Elle enchaîne ensuite avec les Championnats du monde juniors à Tarvisio où elle s'offre le titre mondial devant Charlotte Kalla lors du sprint, première épreuve de ces mondiaux. Elle remporte une deuxième médaille, le bronze sur le cinq kilomètres, puis termine quatrième de la poursuite, ces deux dernières courses étant dominées par la Suédoise Kalla. Après ces mondiaux, elle obtient un nouveau bon résultat avec une quatrième place à Stockholm lors d'un sprint.

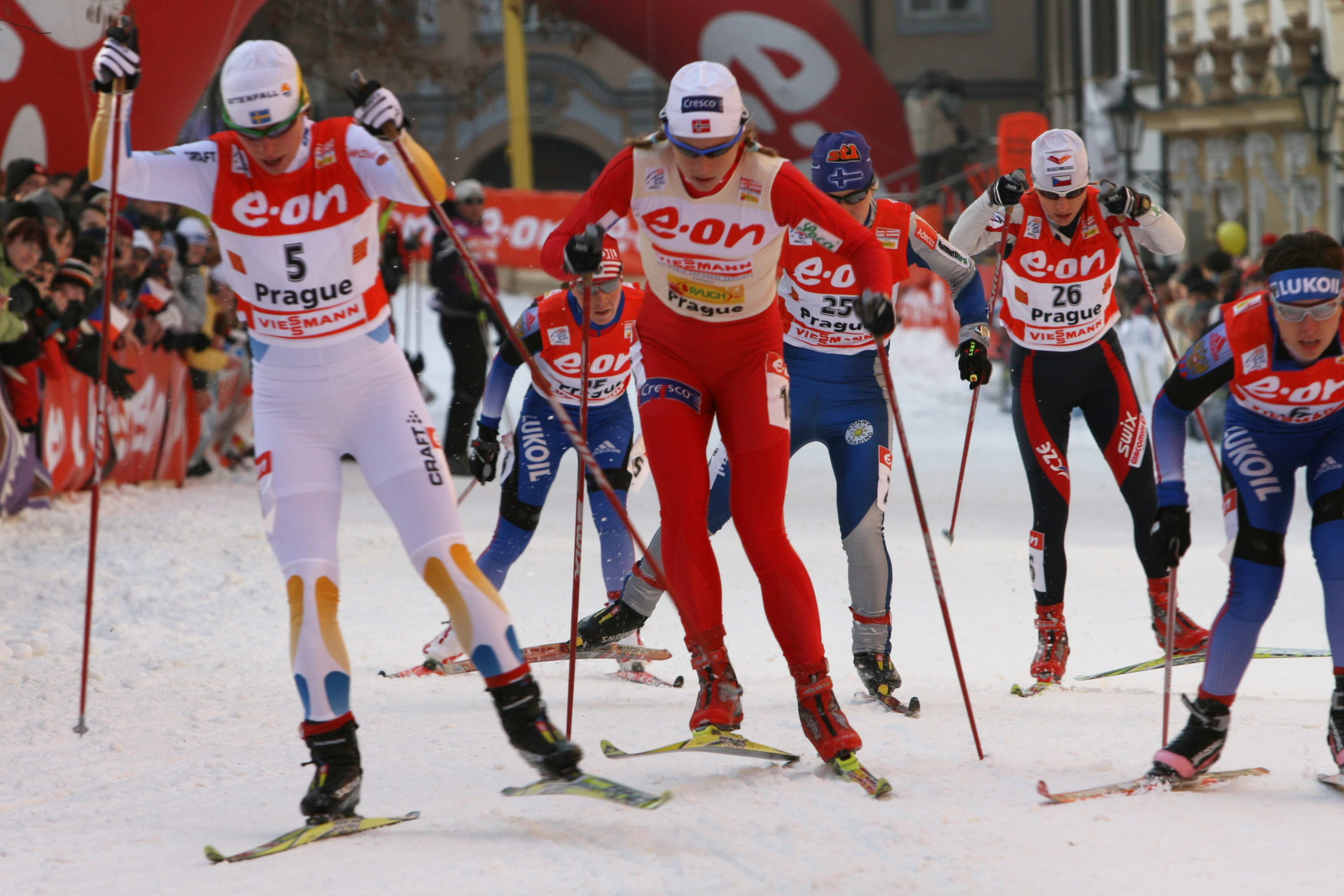
Astrid Jacobsen, derrière Charlotte Kalla, lors du Tour de ski 2007-2008.

Dès le début de la saison suivante, elle remporte sa première victoire en Coupe du monde, lors d'un relais disputé à Beitostoelen. Elle enchaîne par une deuxième place à Kuusamo derrière Petra Majdič lors d'un sprint classique, suivie dès le lendemain d'une nouvelle deuxième place lors d'un dix kilomètres classique, devancée par Bjørgen. Elle connaît sa première victoire individuelle en Coupe du monde à Rybinsk où elle s'impose sur le quinze kilomètres libre disputé en mass-start, terminant une nouvelle fois deuxième le lendemain lors d'un sprint libre. Elle dispute ensuite le Tour de ski, épreuve où son meilleur résultat est une sixième place lors de la sixième étape, un sprint libre, terminant finalement seizième du Tour remporté par Charlotte Kalla.
Elle enchaîne par de bons résultats en Coupe du monde, avec une deuxième place à Canmore sur un sprint classique derrière Majdič, performance qu'elle renouvelle sur le même format à Otepää, toujours devancé par la Slovène. Elle réussit une série de quatre victoires, à Liberec sur un sept kilomètres six cent libre et Team Sprint classique, et Falun avec une victoire en poursuite et avec le relais norvégien. Elle monte encore sur deux podiums avant le terme de la saison, une troisième place d'un sprint classique à Drammen et une deuxième place d'un deux kilomètres cinq cents à Bormio. Elle termine finalement deuxième du classement général de la Coupe du monde, le globe étant remporté par Kuitunen, et également deuxième du classement des sprints, classement dominé par Majdič.

### Blessures
Peu après la fin de la saison 2008, elle se blesse au tendon d'Achille, ce qui l'oblige à se faire opérer en juin. Sa rééducation est également perturbée par une infection, ce qui retarde son retour : elle fait son retour sur le circuit de la Coupe du monde lors de l'étape de Davos, terminant quarante-cinquième d'un dix kilomètres libre puis quarante-troisième d'un sprint. Elle dispute le Tour de ski dans un but de parfaire sa condition physique. Les résultats sont d'abord meilleurs que ceux qu'elle envisage, avec une dixième place lors du prologue, puis une douzième place lors de la course suivante, un dix kilomètres classique avec handicap. Ses résultats souffrent ensuite du manque de préparation et elle doit déclarer forfait pour la fin du Tour de ski. Après avoir disputé les championnats nationaux, en remportant le dix kilomètres classique devant Bjørgen, elle dispute les mondiaux à Liberec, où elle termine à la cinquième place du Team sprint avec Ingvild Flugstad Østberg, course remportée par l'équipe finlandaise. Elle dispute également trois épreuves individuelles, son meilleur résultat étant une vingtième place lors du dix kilomètres classique. 
Lors de l'intersaison suivante, elle connait un grave accident de vélo lors d'un entraînement, qui lui occasionne des fractures au coude, une fracture de la mâchoire et des blessures au dos. Elle se consacre alors à ses études de médecine, qu'elle mène en parallèle de sa carrière de fondeuse. Elle est toutefois présente plus tôt que prévu sur les pistes. Elle remporte une course FIS, un sprint libre, dispute le Tour de ski, épreuve qu'elle ne termine pas. Bien que présente aux Jeux olympiques 2010 disputés sur le site de Whistler, elle est éliminée lors des demi-finales du sprint, terminant finalement septième du classement. Elle est ensuite associée à Celine Brun-Lie sur l'épreuve du Team Sprint, terminant finalement cinquième d'une épreuve remportée par la paire allemande Evi Sachenbacher-Stehle, Claudia Nystad. Après les compétitions olympiques, elle ne dispute que peu de courses, ses meilleurs résultats en coupe du monde étant une douzième place sur une poursuite et une cinquième en relais.

### Période creuse

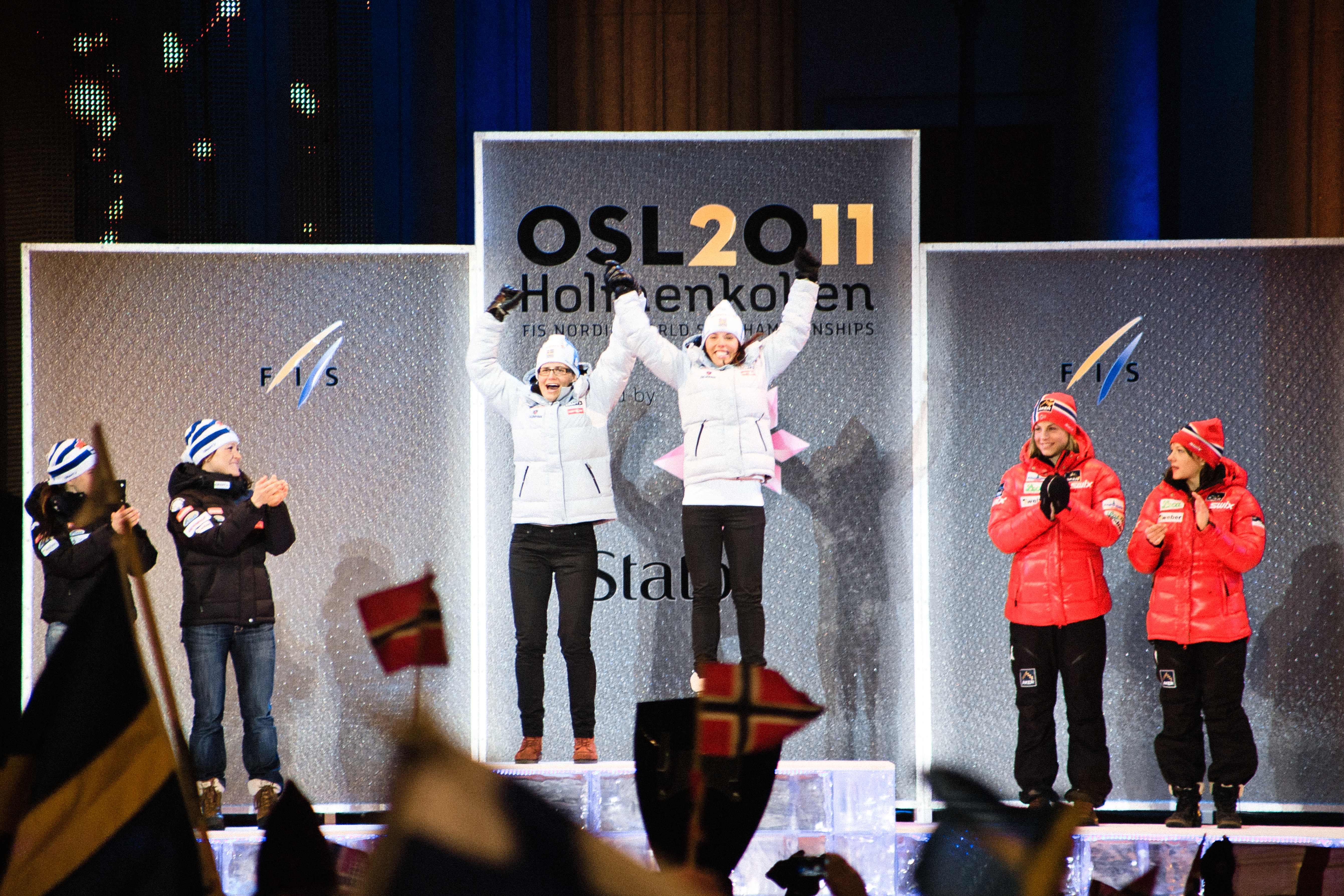
Podium du Team Sprint des mondiaux 2011.

Dans l'optique des mondiaux disputé en Norvège à Oslo-Holmenkollen, elle décide de faire une pause d'une année dans ses études afin de se consacrer à sa carrière. Lors de son début de saison, elle termine troisième du sprint de Kuusamo, première course du Nordic Opening, mais elle met un terme à sa participation à cette épreuve en ne s'alignant pas sur la course suivante. Elle obtient ensuite une cinquième place lors d'un sprint à Davos. Lors du tour de ski, elle termine troisième du prologue derrière Justyna Kowalczyk et Charlotte Kalla. Elle obtient également une troisième place lors du sprint classique d'Oberstdorf, derrière Petra Majdič et Justyna Kowalczyk. Elle termine finalement dixième du Tour de ski. Lors des mondiaux, elle termine neuvième du sprint, disputé en style libre, puis elle est associée à Maiken Caspersen Falla sur l'épreuve du Team sprint, course où l'équipe norvégienne termine troisième derrière la Suède et la Finlande.
Pour la saison suivante, les dirigeants norvégiens décident de la déplacer du groupe d'entraînement des fondeuses des courses de distances vers le groupe des sprinteuses. Après un début de saison difficile, avec notamment une trente-deuxième place du Nordic Opening, elle obtient deux troisièmes places lors d'étapes du Tour de ski, terminant finalement huitième de l'épreuve. Elle termine ensuite cinquième à Otepää sur un dix kilomètres classique avant d'obtenir de bons résultats lors des championnats nationaux, une troisième place d'un sprint mais surtout le titre national dix kilomètres classique devant Therese Johaug, la grande favorite Marit Bjørgen terminant sixième. Ses meilleurs résultats en coupe du monde sont ensuite une victoire avec le relais norvégien, à Nove Mesto na Morave, une cinquième place d'un sprint à Szklarska Poreba, et une deuxième place, derrière Marit Bjørgen à Drammen sur un nouveau sprint. Elle ne termine pas la dernière compétition majeure de la saison, les Finales de la Coupe du monde, disputées à Stockholm et Falun, déclarant forfait après une quarante-deuxième place lors de la première course, un sprint classique.
Après une trentième place lors de la première course du Nordic Opening, elle déclare forfait pour le reste de l'épreuve. Elle retrouve le circuit de la Coupe du monde à l'occasion du Tour de ski où sa meilleure performance est une troisième place lors d'un trois kilomètres classique, derrière Justyna Kowalczyk et la Finlandaise Krista Lähteenmäki. Grâce à une cinquième place lors de la montée finale de l'Alpe Cermis, elle termine cinquième du classement général du Tour de ski. Elle termine ensuite troisième avec le relais norvégien à La Clusaz, puis obtient trois quatrièmes places consécutives lors de l'étape de Sotchi, sur un sprint libre, un skiathlon puis lors d'un Team sprint. Lors des mondiaux de Val di Fiemme, elle termine tout d'abord seizième du sprint, disputé en style classique, puis neuvième du skiathlon. En fin de saison, elle termine sixième des Finales de la Coupe du monde.

### 2013-2014: retour au premier plan
Elle commence la saison 2013-1014 de la Coupe du monde en terminant à la sixième place du Nordic Opening. Lors du Tour de ski, elle termine deuxième du prologue, course remportée par Marit Bjørgen, puis de nouveau lors de la troisième course, un sprint libre remporté par Ingvild Flugstad Østberg. Sa deuxième place lors de la course suivante, un dix kilomètres classique disputé en mass-start lui permet de prendre la tête du classement général, place qu'elle conserve après la poursuite, où elle s'impose devant Therese Johaug, et après le cinq kilomètres classique où elle termine deuxième derrière Johaug. Les vingt-trois secondes d'avance qu'elle possède sur cette dernière s'avère toutefois insuffisantes sur la montée de l'Alpe Cermis où Johaug, grande spécialiste de cette épreuve s'impose finalement avec vingt secondes d'avance sur Jacobsen, celle-ci conservant ainsi la deuxième place du classement général dont la troisième place est occupée par une autre Norvégienne, Heidi Weng. Elle ne dispute ensuite qu'une seule étape de Coupe du monde, à Toblach, terminant septième et quatorzième d'un dix kilomètres classique et d'un sprint.
Ses Jeux olympiques débutent par une terrible nouvelle : elle apprend le  jour de la cérémonie d'ouverture le suicide de son jeune frère, Sten Anders, qui lui servait de compagnon d'entraînement. Initialement prévue pour disputer le skiathlon, elle fait finalement ses débuts aux Jeux lors de l'épreuve du sprint, l'encadrement norvégien décidant de l'autoriser à prendre le départ pour ne pas lui faire « vivre deux deuils, celui de son frère et celui de ne jamais vivre son rêve olympique ». Elle termine finalement quatrième de cette épreuve où elle connait un bris de bâton. La course est remportée par sa Maiken Caspersen Falla à Sotchi. Elle termine ensuite dix-neuvième du dix kilomètres classique. Elle est également alignée au sein du relais norvégien mais celui-ci, en raison de problèmes de fartage, ne termine que cinquième de cette course.
Après les Jeux, elle obtient une nouvelle place dans le top 10 à Lahti où elle termine quatrième d'un dix kilomètres libre, course remportée par Marit Bjørgen.

### 2014-2015: écartée de l'équipe nationale puis retour victorieux
Participante seulement au Nordic Opening à Lillehammer en début de saison, elle est exclue du groupe de la Coupe du monde en décembre et début janvier pour cause de méforme. Elle remporte une épreuve de la Coupe de Scandinavie avant d'être nommée dans la sélection norvégienne réduite pour l'étape de Rybinsk, où elle conquiert la victoire sur le dix kilomètres en style libre. Lors des championnats du monde disputés à Falun, elle est médaillée d'argent du skiathlon remporté par Therese Johaug, devançant la Suédoise Charlotte Kalla au sprint, puis d'or avec le relais avec Weng, Bjørgen et Johaug. Quatrième d'un dix kilomètres classique à Lahti, elle obtient une troisième place lors de la dernière course de la coupe du monde, un trente kilomètres classique, remporté par Marit Bjørgen devant Johaug.

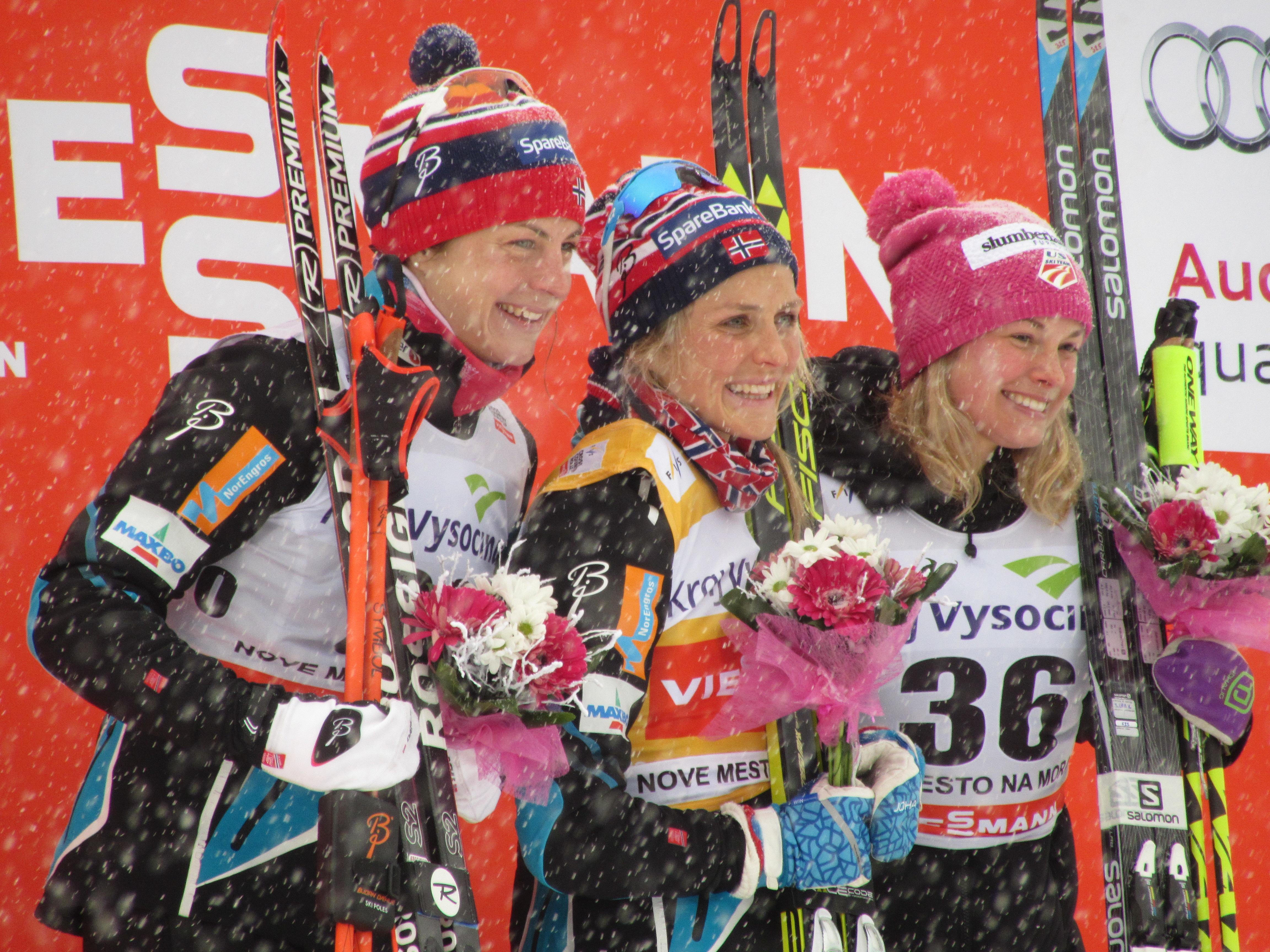
Podium d'un dix kilomètres en 2016.

Après des débuts à Beitostoelen où elle participe à des courses FIS, dont deux troisième place, elle fait ses débuts en coupe du monde lors du Nordic Opening disputé à Ruka où elle termine à la septième du classement final. Elle enchaine par l'étape de Lillehammer où elle termine quatorizième du skiathlon puis quatrième avec la Norvège II lors du relais. À Davos, elle termine quatrième d'un quinze kilomètres, puis de la finale du sprint libre. Cinquième du print inaugural du tour de ski à Lenzerheide, elle abandonne après le quinze kilomètres classique mass-start, disputé sur le même lieu. Elle renoue avec la coupe du monde à Planica où elle est devancée par Stina Nilsson sur le sprint lubre, puis par le relais Suédois composé de cette dernière et Ida Ingemarsdotter sur le sprint par équipes où elle est associée à Heidi Weng.  Deuxième à Nove Mesto sur un dix kilomètres classique, derrière Johaug, elle remporte avec celle-ci, Ingvild Flugstad Østberg et Heidi Weng le relais disputé sur ce site.
Vainqueure des titres de championne de Norvège à Tromsoe sur le dix kilomètres classique et le skiathlon, elle doit attendre Falun pour retrouver des résultats significatifs, une quatrième place  d'un cinq kilomètres classique et une troisième place d'un dix kilomètres libre mass-start, derrière Johaug et Weng. Après une étape à Lahti où elle est cinquième d'un sprint et sixième d'un skiathlon, elle se rend en Amérique du Nord pour disputer le Ski Tour Canada. Cinquième du sprint de Quebec, elle termine ensuite troisième d'un dix kilomètres libre derrière Weng et Johaug, puis deuxième du sprint de Canmore remporté par Maiken Caspersen Falla. Elle obtient un nouveau podium sur le skiathlon, avant de terminer sixième du classement général du tour.
Lors de son début de saison à Beitostoelen où toutes les Norvégiennes sont présentes, elle obtient une troisième puis une quatrième place lors de deux dix kilomètres. La saison 2016-2017 commence à Ruka où, après une élimination en quart de finale d'un sprint, elle termine dixième d'un dix kilomètres classique. Lors du mini-tour disputé à Lillehammer, son meilleur résultat est une quatrième place, derrière Jessica Diggins, Heidi Weng et Marit Bjørgen, pour une 18e place au classement général. Quinzième à La Clusaz d'un dix kilomètres mass-start, elle échoue en demi-finale d'un sprint à Toblach, où elle enchaine par une troisième place du sprint par équipes avec Maiken Caspersen Falla. À Ulricehamn, où elle est quatrième d'un dix kilomètres libre, elle fait partie du relais norvégien également composé de Ingvild Flugstad Østberg, Heidi Weng et Marit Bjørgen qui remporte la course devant l'Allemagne et la Suède.
Lors des mondiaux 2017 de Lahti, elle termine troisième du dix kilomètres, disputé en style classique, derrière sa compatriote Marit Bjørgen et la Suédoise Charlotte Kalla. Elle fait partie de l'équipe norvégienne du relais quatre fois cinq kilomètres. Succédant à Maiken Caspersen Falla et Heidi Weng qui disputent les deux relais de style classique, elle fait la différence face à la Finlandaise Laura Mononen pour transmettre le témoin en première position à Marit Bjørgen qui termine en tête, devant la Suède et la Finlande.
Aux Jeux olympiques d'hiver de 2018, elle remporte finalement sa première médaille pour sa seule course au programme : le relais, gagnant le titre avec Ingvild Flugstad Østberg, Ragnhild Haga et Marit Bjørgen. Elle n'obtient pas de podium individuel cet hiver, mais est notamment cinquième des Finales à Falun.

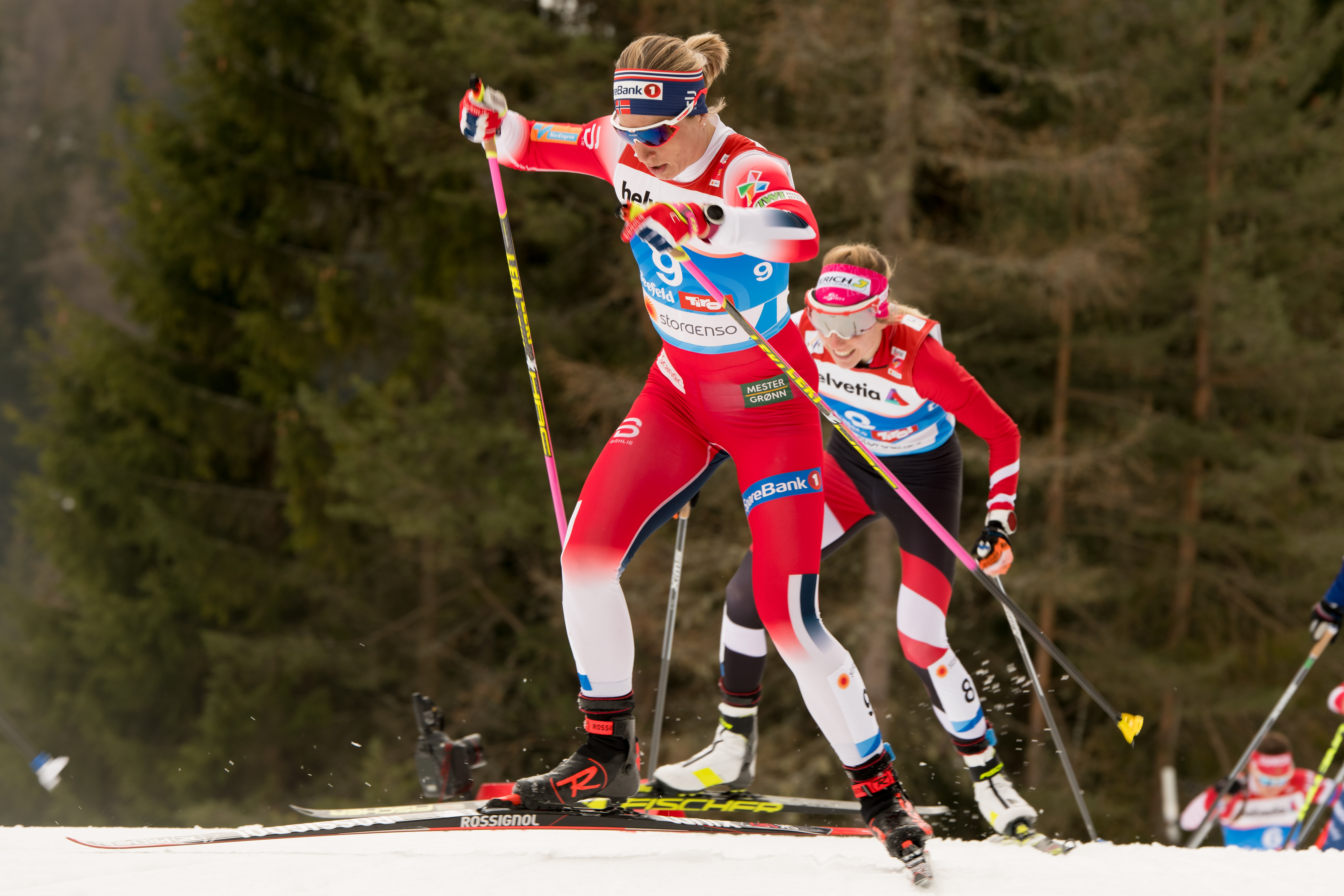
Jacobsen, no 9, lors du trente kilomètres des mandiaux de Seefeld.

2019 voit Jacobsen revenir sur les podiums avec une deuxième place au dix kilomètres libre à Ulricehamn et une autre au sprint classique de Drammen. Aux Championnats du monde de Seefeld, elle figure lors du skiathlon dans un groupe de trois fondeuses, avec sa compatriote Ingvild Flugstad Østberg et la Russe Natalia Nepryaeva à lutter derrière Therese Johaug pour les deux dernières places podium. Elle est finalement devancée par ses deux adversaires et termine quatrième. Dixième du dix kilomètres classique, elle récolte sa dixième médaille en mondial avec l'argent sur le relais, les Norvégiennes, ses coéquipières étant Heidi Weng, Ingvild Flugstad Østberg et Therese Johaug, étant battues par les Suédoises. Elle participe également au trente kilomètres où elle termine douzième.
Pour ouvrir la saison 2019-2020, elle se classe troisième de Nordic Opening à Ruka, devancée par deux compatriotes, Therese Johaug et Heidi Weng. Lors du Tour de ski, elle s'impose sur le dix kilomètres classique mass-start de Val di Fiemme, devant Ebba Andersson et Katharina Hennig. Le lendemain, elle est devancée par la Slovène Anamarija Lampič sur le sprint classique. Neuvième de la mass-start finale, elle termine au cinquième rang du classement général. Après une quatrième place d'un dix kilomètres à Falum, elle participe au FIS Ski tour, nouveau mini-tour disputé en Suède et Norvège. Ses meilleurs résultats sont une troisième place du sprint d'Are et un deuxième temps de la poursuite finale, terminant ainsi cinquième du général.
Elle termine quatrième du classement général de la coupe du monde. Peu après le trente kilomètres d'Oslo, où elle termine seizième, elle annonce mettre un terme à sa carrière sportive pour se consacrer à sa carrière de médecin.

## Palmarès

### Jeux olympiques
| Épreuve / Édition   | Sprint                           | Sprint                           | 10 km                            | 10 km                            | Poursuite / Skiathlon 2 × 7,5 km | 30 km | Relais | Relais                         |
| Épreuve / Édition   | libre                            | classique                        | libre                            | classique                        | Poursuite / Skiathlon 2 × 7,5 km | 30 km | Sprint | 4 × 5 km                       |
| JO 2010 Vancouver   | Épreuve inexistante à cette date | 7e                               | —                                | Épreuve inexistante à cette date | —                                | —     | 5e     | —                              |
| JO 2014 Sotchi      | 4e                               | Épreuve inexistante à cette date | Épreuve inexistante à cette date | 19e                              | —                                | —     | —      | 5e                             |
| JO 2018 Pyeongchang | Épreuve inexistante à cette date | —                                | —                                | Épreuve inexistante à cette date | —                                | —     | —      | Médaille d'or, Jeux olympiques |

Légende :
- : pas d'épreuve
- — : Non disputée par la fondeuse

### Championnats du monde
Vainqueure de sa première course disputée dans un championnat du monde, lors du sprint classique de l'édition 2007 de Sapporo, elle remporte deux nouvelles médailles lors des deux autres courses qu'elle dispute, le bronze du sprint par équipes avec Marit Bjørgen, puis le bronze avec le relais quatre fois cinq kilomètres avec Vibeke Skofterud, Marit Bjørgen, Kristin Stormer Steira. Non médaillée à Liberec lors de l'édition suivante, elle remporte de nouveau le bronze du sprint par équipes, avec Maiken Caspersen Falla en 2011 à Oslo. De nouveau absente du palmarès lors de l'édition de Val di Fiemme, elle remporte deux médailles en 2015 à Falun, l'argent su skiathlon et l'or avec le relais, avec Heidi Weng, Therese Johaug et Marit Bjørgen. En 2017 à Lahti, elle termine troisième du dix kilomètres classique puis remporte le relais avec Maiken Caspersen Falla, Heidi Weng et Marit Bjørgen. Elle remporte ensuite la médaille de bronze du trente kilomètres.En 2019 à Seefeld, elle remporte la médaille d'argent du relais, avec Heidi Weng, Ingvild Flugstad Østberg et Therese Johaug.
| Épreuve / Édition           | Sprint                           | Sprint                           | 10 km                            | 10 km                            | Poursuite / Skiathlon 2 × 7,5 km | 30 km                     | Relais                    | Relais                    |
| Épreuve / Édition           | libre                            | classique                        | libre                            | classique                        | Poursuite / Skiathlon 2 × 7,5 km | 30 km                     | Sprint                    | 4 × 5 km                  |
| Mondiaux 2007 Sapporo       | Épreuve inexistante à cette date | Médaille d'or, monde             | —                                | Épreuve inexistante à cette date | —                                | —                         | Médaille de bronze, monde | Médaille de bronze, monde |
| Mondiaux 2009 Liberec       | 34e                              | Épreuve inexistante à cette date | Épreuve inexistante à cette date | 20e                              | 36e                              | —                         | 5e                        | —                         |
| Mondiaux 2011 Oslo          | 9e                               | Épreuve inexistante à cette date | Épreuve inexistante à cette date | —                                | —                                | —                         | Médaille de bronze, monde | —                         |
| Mondiaux 2013 Val di Fiemme | Épreuve inexistante à cette date | 16e                              | —                                | Épreuve inexistante à cette date | 9e                               | —                         | —                         | —                         |
| Mondiaux 2015 Falun         | Épreuve inexistante à cette date | —                                | 33e                              | Épreuve inexistante à cette date | Médaille d'argent, monde         | —                         | —                         | Médaille d'or, monde      |
| Mondiaux 2017 Lahti         | —                                | Épreuve inexistante à cette date | Épreuve inexistante à cette date | Médaille de bronze, monde        | 8e                               | Médaille de bronze, monde | —                         | Médaille d'or, monde      |
| Mondiaux 2019 Seefeld       | —                                | Épreuve inexistante à cette date | Épreuve inexistante à cette date | 10e                              | 4e                               | 12e                       | —                         | Médaille d'argent, monde  |

Légende :
- : première place, médaille d'or
- : deuxième place, médaille d'argent
- : troisième place, médaille de bronze
- — : Therese Johaug n'a pas participé à cette épreuve
- : Epreuve inexistante à cette date

### Coupe du monde
- Meilleur classement général : 2e en 2008.
- Meilleur classement en sprint : 2e en 2008.
- Meilleur classement en distance : 4e en 2008.
- 35 podiums :
  - 22 podiums en épreuve individuelle : 4 victoires, 14 deuxièmes places et 4 troisièmes places.
  - 13 podiums par équipes : 8 victoires, 3 deuxièmes places et 2 troisièmes places.

#### Courses par étapes
- 21 podiums, dont 2 victoires d'étapes.
- Tour de ski : 12 podiums d'étape, dont 1 victoire (10 km classique à Val di Fiemme en 2019-2020).
- Finales : 1 podium d'étape.
- Nordic opening : 1 podium d'étape
- Ski Tour Canada : 4 podiums d'étape.
- FIS Ski tour : 2 podiums d'étape.

#### Détail des victoires
| Épreuve / Édition | 7,6 km libre | 10 km libre | 15 km classique | 15 km poursuite |
| 2008              | Liberec      |             | Rybinsk         | Falun           |
| 2015              |              | Rybinsk     |                 |                 |

##### Victoires d'étapes
| Date           | Lieu          | pays   | Compétition | Discipline  |
| -------------- | ------------- | ------ | ----------- | ----------- |
| 3 janvier 2014 | Toblach       | Italie | Tour de Ski | 15 km TL PU |
| 3 janvier 2020 | Val di Fiemme | Italie | Tour de Ski | 10 km TC MS |

Légende :

TC = classique

TL = libre

MS = départ en masse

HS = départ avec handicap

PU = poursuite

#### Classements détaillés
Elle a fini deuxième du Tour de ski 2013-2014 derrière Therese Johaug, ce qui constitue son meilleur résultat en courses à étapes. Elle obtient un autre podium dans un classement général d'un mini-tour avec la troisième du Ruka triple en 2019-2020.
| Saison / Épreuve | Saison / Épreuve | Général | Général | Distance | Distance | Sprint | Sprint |                                  | Tour de ski depuis 2007          | Finales (2008-2014),2017 Ski Tour Canada (2016) | Nordic Opening depuis 2011 |
| ---------------- | ---------------- | ------- | ------- | -------- | -------- | ------ | ------ | -------------------------------- | -------------------------------- | ----------------------------------------------- | -------------------------- |
| Saison / Épreuve | Saison / Épreuve | Class.  | Points  | Class.   | Points   | Class. | Points |                                  | Tour de ski depuis 2007          | Finales (2008-2014),2017 Ski Tour Canada (2016) | Nordic Opening depuis 2011 |
| 2005             | 2005             | 90e     | 7       | -        | -        | 66e    | 7      | Épreuve inexistante à cette date | Épreuve inexistante à cette date | Épreuve inexistante à cette date                |                            |
| 2006             | 2006             | 64e     | 40      | -        | -        | 64e    | 40     | Épreuve inexistante à cette date | Épreuve inexistante à cette date | Épreuve inexistante à cette date                |                            |
| 2007             | 2007             | 24e     | 214     | 46e      | 28       | 10e    | 186    | —                                | Épreuve inexistante à cette date | Épreuve inexistante à cette date                |                            |
| 2008             | 2008             | 2e      | 1255    | 4e       | 644      | 2e     | 570    | 16e                              | 7e                               | Épreuve inexistante à cette date                |                            |
| 2009             | 2009             | 90e     | 12      | -        | -        | 62e    | 12     | Abandon                          | —                                | Épreuve inexistante à cette date                |                            |
| 2010             | 2010             | 49e     | 135     | 38e      | 85       | 45e    | 50     | Abandon                          | —                                | Épreuve inexistante à cette date                |                            |
| 2011             | 2011             | 8e      | 810     | 11e      | 339      | 7e     | 277    | 10e                              | 5e                               | Abandon                                         |                            |
| 2012             | 2012             | 9e      | 787     | 11e      | 441      | 11e    | 237    | 8e                               | Abandon                          | 32e                                             |                            |
| 2013             | 2013             | 9e      | 778     | 8e       | 441      | 29e    | 77     | 5e                               | 6e                               | Abandon                                         |                            |
| 2014             | 2014             | 3e      | 974     | 6e       | 443      | 19e    | 131    | 2e                               | Abandon                          | 6e                                              |                            |
| 2015             | 2015             | 15e     | 397     | 10e      | 326      | 30e    | 71     | —                                | Épreuve inexistante à cette date | Abandon                                         |                            |
| 2016             | 2016             | 7e      | 1142    | 8e       | 555      | 5e     | 355    | Abandon                          | 6e                               | 7e                                              |                            |
| 2017             | 2017             | 25e     | 304     | 23e      | 179      | 24e    | 99     | —                                | —                                | 18e                                             |                            |
| 2018             | 2018             | 15e     | 478     | 11e      | 346      | 45e    | 42     | Abandon                          | 5e                               | —                                               |                            |
| 2019             | 2019             | 13e     | 609     | 10e      | 352      | 16e    | 185    | Abandon                          | 7e                               | —                                               |                            |
| 2020             | 2020             | 4e      | 1289    | 6e       | 622      | 8e     | 232    | 5e                               | FIS Ski tour : 5e                | 3e                                              |                            |

Légende :
- — :  Épreuve non disputée par Astrid Jacobsen
- : pas d'épreuve

### Championnats du monde juniors
Elle a gagné 5 médailles dont trois titres durant sa carrière junior.
| Saison / Épreuve | Sprint | 5 km | Poursuite |
| 2005 Rovaniemi   | 2e     | —    | —         |
| 2006 Kranj       | 1re    | 1re  | 35e       |
| 2007 Tarvisio    | 1re    | 3e   | 4e        |

Légende :
- — :  Épreuve non disputée par Astrid Jacobsen

### Coupe de Scandinavie
- 1re du classement général en 2007.
- 10 podiums, dont 6 victoires.

### Championnats de Norvège
Elle est détentrice de quatre titres de championne de Norvège, Elle obtient le premier de ceux-ci à Granaasen en 2008, sur le sprint classique. L'année suivante, elle remporte le dix kilomètres classique à Vind/Gjøvik. Elle devient championne de Norvège du dix kilomètres libre en 2012 à Voss. À Løten en 2013, elle remporte le trente kilomètres mass-start.

## Distinctions
En 2015, on lui decerne l'Egebergs Ærespris en raison de ses performances en ski de fond et athlétisme, sport dont elle court au niveau national.